# سبارتاك موسكو 2
نادي سبارتاك موسكو 2 لكرة القدم (بالروسية: ФК «Спартак-2» Москва) هو فريق كرة القدم الرديف لنادي سبارتاك موسكو الناشط في الدوري الروسي الممتاز. أٌسس عام 2013 وتم حله عام 2022.  كان يلعب في الدوري الوطني الروسي لكرة القدم.